# Saône-et-Loire
Saône-et-Loire ou, na sua forma portuguesa, Sona e Líger é um departamento da França localizado na região Borgonha-Franco-Condado. Sua capital é a cidade de Mâcon.